# Bisi Silva

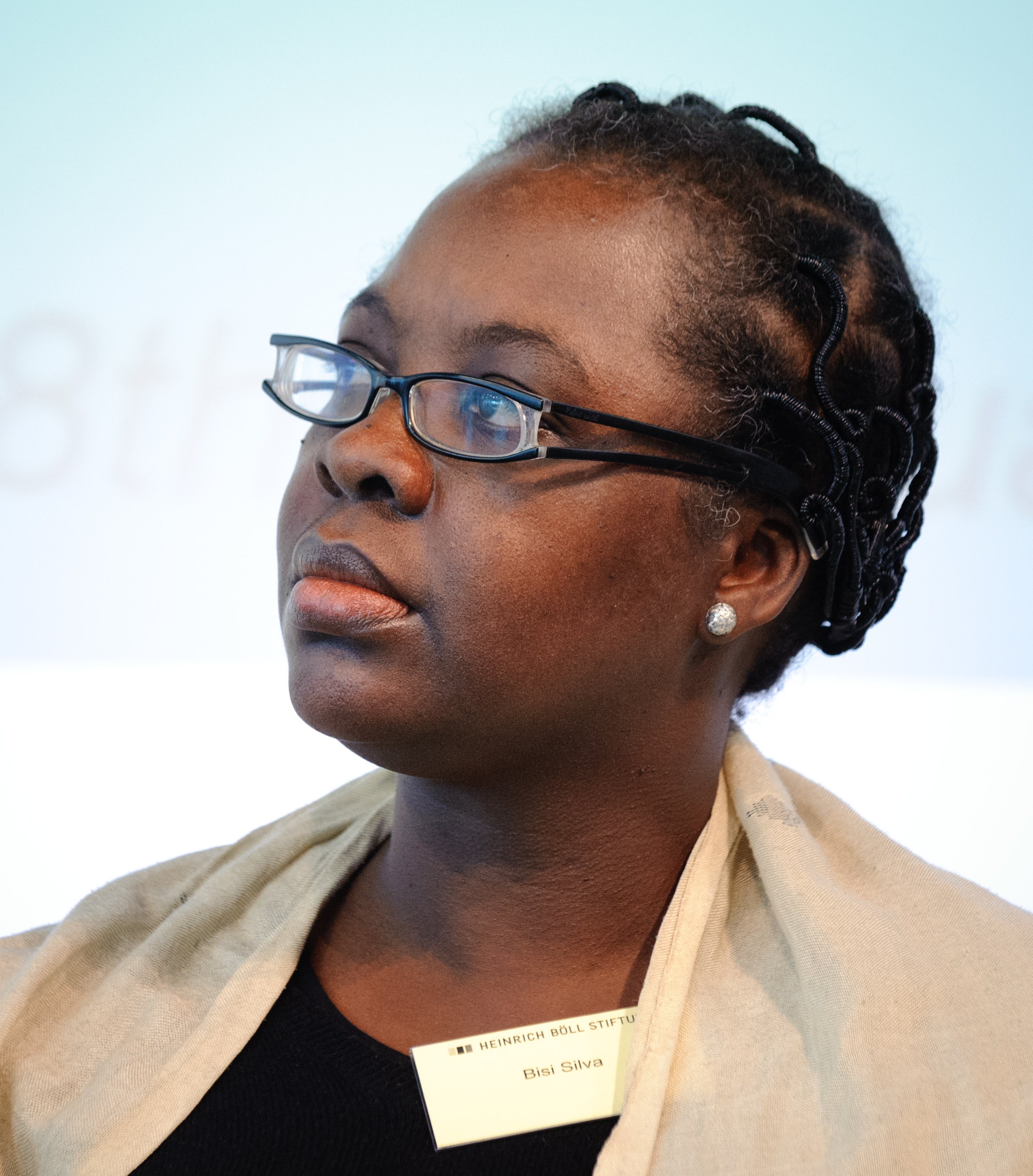
Bisi Silva (2012)

Bisi Silva (Olabisi Obafunke Silva) (* 29. Mai 1962 in Lagos; † 12. Februar 2019 in Lagos) war eine nigerianische Kunstexpertin und Kuratorin für zeitgenössische Kunst.

## Ausbildung
Bisi Silva wurde 1962 in Lagos geboren. Sie stammt aus einer yorubischen Familie. Sie absolvierte 1996 einen Masterstudiengang mit Schwerpunkt Visual Arts Administration: Curating and Commissioning Contemporary Art am Royal College of Art in London.

## Karriere
Zu Beginn ihrer Karriere arbeitete Silva als unabhängige Kuratorin und gründete in London das gemeinnützige Projekt Fourth Dial Art, das sich der Förderung kultureller Praktiken in der bildenden Kunst widmete und Künstlern dabei helfen sollte, sinnvolle Kooperationen mit Institutionen und Fachleuten einzugehen. Fourth Dial Art entwickelte die Wanderausstellung Heads of State mit Werken von Faisal Abdu'Allah, der damals ein aufstrebender Künstler in der Londoner Kunstwelt war.
Silva kehrte 1999 in die nigerianische Hauptstadt Lagos zurück. Sie war die Gründerin und künstlerische Leiterin des Centre for Contemporary Art (CCA) in Lagos, das im Dezember 2007 eröffnet wurde. Das CCA fördert Forschung, Dokumentation und Ausstellungen im Bereich der zeitgenössischen Kunst in Afrika und im Ausland. Am CCA kuratierte Silva zahlreiche Ausstellungen, darunter eine mit dem nigerianischen Maler Ndidi Dike. Ein wichtiger Schwerpunkt ihrer Arbeit war die Beschäftigung mit afrikanischer Fotografie.
Silva war auch Gründerin der Asiko Art School, die sich selbst als „teils Kunstwerkstatt, teils Residenz und teils Kunstakademie“ beschreibt.
Silva war Ko-Kuratorin von The Progress of Love, einer transkontinentalen Zusammenarbeit zwischen drei Ausstellungsorten in den Vereinigten Staaten und Nigeria (2013). Silva war Ko-Kuratorin von J. D. 'Okhai Ojeikere: Moments of Beauty in Helsinki (2011). Sie war außerdem Ko-Kuratorin der zweiten Thessaloniki-Biennale für zeitgenössische Kunst, Praxis: Kunst in Zeiten der Ungewissheit 2009. Im Jahr 2006 war Silva eine der Kuratoren der Dakar Biennale im Senegal. In Zusammenarbeit mit der portugiesischen Kunstkritikerin Isabel Carlos wählte sie Künstler für den dritten Artes-Mundi-Preis in Wales aus. Außerdem kuratierte sie Contact Zone: Zeitgenössische Kunst aus West- und Nordafrika (2007) und eine Ausstellung mit dem Titel Telling ... Zeitgenössische finnische Fotografie auf der Siebten Biennale für afrikanische Fotografie in Bamako (2007).
Silva schrieb über zeitgenössische Kunst für internationale Publikationen, darunter Art Monthly, Untitled, Third Text, Metropolis, Agufon und für nigerianische Zeitungen wie This Day. Sie war Mitglied der Redaktion von n.paradoxa, einer internationalen feministischen Kunstzeitschrift, und war Gastredakteurin für die Afrika- und afrikanische Diaspora-Ausgabe von n.paradoxa im Januar 2013.
Silva starb in Lagos mit 56 Jahren nach einem vierjährigen Kampf gegen Brustkrebs.

## Sonstige Aktivitäten
Sie engagierte sich langjährig in der Association Internationale des Critiques d’Art (AICA).

## Rezeption
Die Kuratorinnen Nina Zimmer und Touria El Glaoui zählten Silva zu den einflussreichsten Kuratoren des Jahrzehnts.
Die afro-US-amerikanische Künstlerin Simone Leigh, stellte fest, dass Silva Berge bewegt habe, um die zeitgenössische und Konzeptkunst afrikanischer Künstler regional und transnational mit Kunstinteressierten zusammen zu bringen.

## Fortführende Literatur
- Jayne O. Ifekwunigwe: Mixed Race Studies: A Reader Routledge, 2004. ISBN 0-415-32163-8